# Obcházení daně
Obcházení daně (anglicky tax avoidance) je forma obcházení zákona vztahující se na daňové povinnosti. Na rozdíl od daňového úniku, což je přímé porušení zákona, obcházení daně se snaží využít mezeru v zákonech, avšak tyto termíny se mohou částečně překrývat. Legálnost těchto praktik se liší dle jurisdikce v různých státech a způsobu výkladu práva. Termín plánování daně (anglicky tax planning) označuje snahu poplatníka či společnosti minimalizovat daň skrze komplexní právní kroky zahrnující obcházení daně.
Typicky se jedná o aktivity na hranici zákona, vedoucí k odlivu kapitálu a ekonomické nerovnosti a v případě nadnárodních korporací to jsou kontroverzní aktivity, jež jsou terčem socioekonomických, politických a morálních debat. Pro obcházení daní jsou typicky klíčové daňové ráje do kterých je přesouván nezdaněný kapitál a jurisdikce, jež podporují bankovní tajemství, čímž takové transakce umožňují.

## Časté metody nadnárodních korporací
Nadnárodní korporace bývají z provozních důvodů mnohdy rozděleny na menší společnosti, které jsou sice formálně nezávislé, avšak stále sdílí stejný cíl – maximalizovat celkový společný zisk. Zatímco svět je tak rozdělen do téměř 200 odlišných států a daňových jurisdikcí, mezinárodní společnosti na svět nahlíží jako na jeden ekonomický prostor, ve kterém se snaží optimalizovat své finance. Jedním z mnoha způsobů maximalizace zisku je minimalizace daňové povinnosti. Výdaje na daně nemají pro společnosti žádné přímé benefity a snižují naopak jejich zisk. Korporace tak využívají ke snížení daňové zátěže různé techniky, jež se pohybují na hraně legality. Pozitivněprávní přístup výkladu práva za zákonné považuje pouze to, co je v zákoně psáno. Naopak přirozenoprávní přístup tvrdí, že zákonné je to, co odpovídá cíli zákona. Z čistě technického hlediska tedy řada z těchto metod legální je, protože je mezery v zákonech umožňují, avšak souzeno podle účelu zákona, legální nejsou. Ustálená kritéria, jimiž spornou daňovou minimalizaci posuzuje finanční úřad, jsou pak: motivace daňového subjektu, nepřirozené použití legislativy a daňový zisk z příslušné operace.

### Odklad daně
Většina států světa daní pouze příjmy, kterých společnost dosáhla operacemi na území daného státu, a zisk dceřiných společností vytvořený v zahraničí je nezdaněn. Některé státy ale naopak daní zisk, kterého daná nadnárodní společnost dosáhla celosvětově bez ohledu na to, kde byl vytvořen. Jedním z těchto států jsou například Spojené státy americké, jež však zároveň poskytují gigantickou mezeru v zákonech. Dceřiné společnosti se sídlem v zahraničí, byť ovládané jedinou společností se sídlem v USA, nejsou považovány za americké společnosti, a tedy nepodléhají americkému zdanění. Zdanění globálních zisků podléhá pouze mateřská společnost sídlící v USA. Ta má však možnost odložit platbu daně ze zisku vygenerovaného dceřinými společnostmi, a to až do doby než bude převeden do Spojených států. Tímto způsobem může být platba daně teoreticky odkládána nekonečně dlouho pouhým držením zisků mimo USA nebo reinvesticemi v zahraničí. Dle odhadů celková suma, kterou americké společnosti drží mimo Spojené státy, aby se vyhnuly zdanění, dosahuje 2,1 až 3 bilionů dolarů.

### Manipulace s převodními cenami
Z přirozených důvodů mezi sebou musí jednotlivé dceřiné společnosti obchodovat a směňovat zboží a služby. Dle odhadů až 40 % obchodních transakcí ve Spojených státech amerických probíhá mezi dceřinými společnostmi. Jelikož společnosti fungují formálně nezávisle, je třeba stanovit cenu, za kterou tyto transakce budou probíhat. Pro účely minimalizace daní však často dochází k manipulaci s cenami za zboží. Dceřiná společnost operující v zemi s vyšším zdaněním prodá své zboží dceřiné společnosti v zemi s nižším zdaněním za cenu výrazně nižší než je reálná hodnota zboží, čímž dojde k přelivu zisku do země s výhodným daňovým systémem. Naopak dceřiná společnost v zemi s nižším zdaněním prodává své zboží dceřiné společnosti v zemi s vyšším zdaněním za cenu výrazně vyšší než je reálná hodnota zboží. Ve výsledku se tak zvýší ziskovost dceřiné společnosti v zemi s výhodným daňovým systémem, zatímco zisk společnosti v zemi s vyšším zdaněním se sníží. 
Jelikož se jedná o poměrně rozšířenou praktiku, je vyvíjena snaha tuto metodu omezit. Organizace pro hospodářskou spolupráci a rozvoj (OECD) za tímto účelem přijala tzv. princip tržního odstupu (anglicky arm's length principle, ALP), který v důsledku pro dceřiné společnosti zavádí povinnost mezi sebou stanovovat převodní ceny ve stejné výši jako kdyby byla transakce realizována se třetí, nezávislou stranou.  Společnosti se jinak vystavují riziku dvojí zdanění, neboť výklad tohoto principu stanovuje, že "jsou-li mezi dvěma (spojenými) podniky v jejich obchodních nebo finančních vztazích stanoveny či uloženy podmínky odlišné od podmínek, které by existovaly mezi nezávislými podniky, pak jakékoliv zisky, kterých by dosáhl jeden z podniků, kdyby nebylo těchto podmínek, avšak z důvodu těchto podmínek jich nedosáhl, mohou být zahrnuty do zisků tohoto podniku a následně zdaněny."  Problémem však je, že často dochází ke směně unikátních polotovarů a nedokončených produktů, u kterých nelze stanovit objektivní tržní cenu dle principu tržního odstupu. Společnost si tak může cenu relativně libovolně upravit.

### Daňový přístřešek/Daňový úkryt
Daňový přístřešek je finanční nástroj, jehož prostřednictvím mohou daňoví poplatníci chránit své peníze. Jinými slovy jde o druh právní strategie, pomocí které může jednotlivec snížit svůj zdanitelný příjem, a tím snížit svou daň závazky související.
Lze ji chápat jako finanční nástroj nebo právní strategii nebo jakoukoli metodu používanou s plným svědomím za účelem minimalizace zdanitelného příjmu, která by v konečném důsledku snížila daňové povinnosti daňového poplatníka. Je to také způsob, pomocí kterého může osoba nebo společnost uspořádat své finance způsobem, který jim pomůže snížit daňové zatížení.

#### Druhy daňových úkrytů
K dispozici jsou hlavně dva typy, které zahrnují následující:
1. Legitimní daňový úkryt: Pomocí tohoto úkrytu člověk obecně generuje příjem. Například penzijní účty.
2. Zneužívající daňový úkryt: Pomocí tohoto úkrytu člověk ušetří pouze peníze z daně, která obecně nevytváří příjem.

Důchodové účty s odloženým zdaněním jsou také typem daňového útočiště. Tyto penzijní účty jsou dočasnými daňovými úkryty. Pokud daňový poplatník přispívá na odpočitatelné tradiční individuální důchodový účet (IRA), jeho zdanitelný příjem se sníží v rozsahu jeho příspěvku. Peníze daňového poplatníka se stávají odloženými daněmi, což také znamená, že tyto prostředky budou schopny nabírat úroky a výdělky z nich, které nejsou každoročně zdaněny. Daňový odložený důchodový účet je dočasný, protože daňový poplatník bude muset v budoucnu z těchto peněz platit povinné daně. Daňový úřad (IRS) začne vybírat daň z příjmu, jakmile daňový poplatník začne dostávat výplaty při odchodu do důchodu.
Přestože daňové systémy jsou legálním a bezpečným způsobem minimalizace daňového zatížení, lze je použít i pro špatné účely, jako je například daňový únik.

### Půjčky v rámci společnosti
Další častou metodou vyhýbání se zdanění zisků je manipulace s dluhy mezi dceřinými společnostmi. Dceřiná společnost nadnárodní korporace v zemi s vysokým zdaněním si za vysoký úrok půjčí peníze od dceřiné společnosti v zemi s nízkým zdaněním. Jelikož se platby úroků jakožto výdaj odečítají od základu daně, zisk společnosti-dlužníka před zdaněním se snižuje, a naopak zisk společnosti-věřitele se proporcionálně zvyšuje o získané úroky. Pro nadnárodní společnost se tak jedná o relativně snadný způsob, jak převést větší část svého zisku do země s výhodnějším daňovým systémem.  Ačkoliv celosvětový rozsah těchto aktivit není znám, dolní odhady objemu vnitropodnikových půjček přesahují tři čtvrtě bilionu amerických dolarů. Neexistuje však dostatečné množství dat, pomocí nichž by bylo možné odhadnout, na kolik jsou tyto půjčky motivované úsporami na daních a jak moc se úrokové sazby liší od tržních.
Řada zemí včetně České republiky v posledních letech omezila odečitatelnost úroků od základu daně právnických osob s cílem zamezit těmto praktikám. Obzvláště v rozvojových zemích však nedochází k efektivnímu vymáhání těchto restrikcí.

### Licenční poplatky
V současné době velká část nadnárodních korporací spadá do technologického sektoru ekonomiky, kde firmám plyne většina zisků z licenčních poplatků a nehmotného majetku. Zároveň současný systém firmám umožňuje patentovat či licencovat inovace v zemích odlišných od těch, kde byly inovace vyvíjeny. Korporace tak často vyvíjejí nové technologie ve vyspělých regionech a následně si je patentují v zemích s nízkou daňovou zátěží pomocí dceřiné společnosti zde působící. Této dceřiné firmě, která je oficiálním držitelem licenčních práv, následně plynou veškeré příjmy z licenčních poplatků, a to jak od třetích stran, tak od mateřské firmy a dalších přidružených společností, neboť firmy působí formálně nezávisle. Tím dochází k přelivu zisku ostatních firem stejné korporace ke společnosti držící práva, která následně tyto příjmy daní výhodněji. Mnoho států navíc držitelům licence umožňuje odepsat si příjmy z licenčních poplatků (nebo alespoň jejich části) od základu daně bez ohledu na původ peněz, čímž dochází k ještě většímu snížení daní.

### Další metody
Kromě výše zmíněných existuje celá řada dalších způsobů přesouvání zisku. Jedná se například přesouvání sídel firem do zemí s nižším daňovým zatížením skrze akvizice či fúze a další techniky.

## Příklady legálního snížení daně
Například americký Google přesunul do daňových rájů na Bermudách přes 22 miliard amerických dolarů jen v roce 2017 skrze komplexní finanční transakci známou pod názvem „dvojitý irský, holandský sendvič“, jenž využívá holdingové společnosti v Nizozemsku a Irsku díky různým aspektům místních jurisdikcí, čímž legálně obchází daně z příjmu ve Spojených státech a v EU mezerou v zákonech.
Americký ekonom Joseph Stiglitz uvádí jako příklad obcházení daně společnost Apple. Apple se svým právním tvrzením, že skutečným zdrojem jeho zisků je pár set lidí pracujících v Irsku, a následným uzavřením dohody s tamní vládou, která vyústila v odvod daně ve výši 0,005% ze zisku firmy.
Apple, Google, Starbucks a jim podobné společnosti sice o sobě tvrdí, že jsou společensky odpovědné, ale první složkou společenské odpovědnosti by mělo být platit svůj spravedlivý díl daní. Kdyby se všichni vyhýbali daním a krátili je tak jako tyto firmy, společnost by nemohla vůbec fungovat, natož uskutečňovat veřejné investice, které vedly ke vzniku internetu, na němž Apple i Google závisejí.

## Koncentrace kapitálu v daňových rájích
Dle výzkumu, který provedl Gabriel Zucman, bylo v roce 2007 zhruba 10% světového hrubého domácího produktu, tj. 5,6 bilionu dolarů, převedeno do daňových rájů.

## Mezinárodní snahy k omezení obcházení daní

### Eroze daňových základů a přesouvání zisků (BEPS)
Dle odhadů Tax Justice Network z roku 2020 státy každý rok přichází celkem o více než 427 miliard dolarů kvůli obcházení daní a únikům na daních. Za účelem omezení těchto ztrát byly vyvinuta řada snah ze strany mezinárodních organizací i postižených států. Jednou z nich je projekt vedený Organizací pro hospodářskou spolupráci a rozvoj (OECD) nazvaný Eroze daňových základů a přesouvání zisků (anglicky Base Erosion and Profit Shifting, BEPS).
Konečná podoba projektu BEPS byla publikována v září 2015 v rámci patnácti závěrečných zpráv, tzv. patnácti Akcí, které obsahují doporučení v oblasti legislativy, smluv o zamezení dvojímu zdanění, postupů daňové správy a ekonomických analýz. Jejich cílem je odstranit nebo alespoň výrazně omezit možnosti nadnárodních firem optimalizovat své daňové povinnosti. Česká republika jakožto členská země OECD projekt BEPS podporuje a na zasedání CFA v září 2015 ho spolu s ostatními státy schválila. Doporučení OECD nejsou z principu závazná, nicméně u opatření typu „minimálního standardu“ se očekává, že je státy budou implementovat. U ostatních opatření je implementace volitelná, nebo jsou opatření navržena jako variantní.

#### Patnáct akcí BEPS:[15][16]
- Akce 1: Daňové výzvy digitální ekonomiky
- Akce 2: Neutralizace efektů hybridních schémat
- Akce 3: Zavedení efektivních pravidel pro zdaňování ovládaných zahraničních společností (CFC pravidla)
- Akce 4: Omezení odečitatelnosti úroků
- Akce 5: Efektivnější čelení škodlivým daňovým praktikám (minimální standard)
- Akce 6: Předcházení zneužívání smluv o zamezení dvojímu zdanění (minimální standard)
- Akce 7: Předcházení umělému vyhýbání se statusu stálé provozovny
- Akce 8-10: Přizpůsobení převodních cen ekonomické aktivitě
- Akce 11: Měření a monitorování BEPS
- Akce 12: Povinné oznamování daňově optimalizačních schémat
- Akce 13: Dokumentace k převodním cenám a zpráva podle jednotlivých zemí (country-by-country reporting) (minimální standard)
- Akce 14: Zefektivnění mechanismu řešení případů dohodou (minimální standard)
- Akce 15: Mnohostranný nástroj pro změnu dvoustranných daňových smluv

Ministerstvo financí České republiky v roce 2016 k Akcím vydalo dokument, jenž přináší stručný popis problémů, ke kterým se jednotlivé akce vztahují, přehled jednotlivých navržených opatření, včetně základního posouzení možných přínosů a nákladů jednotlivých opatření a možností aplikace v České republice. Cílem dokumentu je vyvolat diskusi o implementaci jednotlivých opatření v ČR, tj. zda a jak mají být implementovány, či zda jejich přínosy převáží nad náklady. Dokument je dosažitelný ZDE.

### Směrnice proti vyhýbání se daňovým povinnostem (ATAD)
Jakožto důsledek iniciativy Organizace pro hospodářskou spolupráci a rozvoj směřující proti erozi základu daně a přesouvání zisků (BEPS) vznikla v Evropské unii směrnice s běžně používanou zkratkou ATAD (anglicky Anti-tax avoidance directive, česky Směrnice proti vyhýbání se daňovým povinnostem), která zavádí konkrétní opatření zaměřená proti agresivnímu daňovému plánování. Jejím cílem je zejména řešit situace, kdy skupiny společností využívají rozdílů mezi národními daňovými systémy ke snížení své celkové daňové povinnosti. Za tímto účelem směrnice obsahuje právní ustanovení proti agresivnímu daňovému plánování, která se týkají:
1. Omezení odpočitatelnosti úroků (interest limitation rule)
  - Toto pravidlo omezuje daňovou uznatelnost úroků a obdobných nákladů, tedy jejich odpočitatelnost od základu daně.
  - Český zákon o daních z příjmů v současné době obsahuje následující pravidla omezující odečitatelnost úroků
    - obecné pravidlo nízké kapitalizace: Omezuje odečitatelnost úroků o tu část úroků z úvěrových finančních nástrojů od spojených osob, která přesahuje čtyřnásobek výše vlastního kapitálu (šestinásobek v případě bank); do pravidla se započítávají pouze úroky hrazené spojeným osobám a započítávají se pouze nákladové úroky, započtení úrokových výnosů se neprovádí
    - specifická pravidla: pravidlo o neuznatelnosti úroků na nákup podílu v dceřiných společnostech (jde o základní princip konstrukce základu daně, tedy že náklady související s osvobozenými příjmy se do základu daně nezahrnují), pravidlo o neuznatelnosti nákladů spojených s dluhovým finančním nástrojem, u kterého výnos závisí na zisku dlužníka, jeho hlavním účelem je zabránit účelovému nahrazování výplaty podílu na zisku výplatou úroků z dluhového nástroje, a tedy záměrnému snižování daňové povinnosti.[18]
2. Omezení uznatelnosti nadměrných výpůjčních výdajů
  - Podstatou tohoto pravidla je zabránit poplatníkům v umělém snižování základu daně formou nadměrného dluhového financování. Nadměrné výpůjční výdaje (tj. rozdíl mezi daňově uznatelnými výpůjčními výdaji a zdanitelnými výpůjčními příjmy) jsou tak součástí základu daně pouze do limitu 80 mil. Kč nebo 30 % daňového zisku před úrokem, zdaněním a odpisy. Zákon však umožňuje částky, o které byl zvýšen výsledek hospodaření v aktuálním zdaňovacím období, odečíst za daných podmínek od výsledku hospodaření v obdobích následujících, a to bez jakéhokoliv časového omezení.
  - Zveřejněná metodika mimo jiné vyjasnila nejčastěji diskutovanou otázku ohledně zahrnutí kurzových rozdílů do výpůjčních výdajů. Podle vyjádření GFŘ ((Generální Finanční Ředitelství)) se do výpůjčních výdajů zahrnují kurzové rozdíly vzniklé v souvislosti se závazkem z titulu vybraných výpůjčních výdajů uvedených v zákoně, tedy typicky smluvních úroků. Kurzové rozdíly, které vznikají z titulu jistiny, se do výpůjčních výdajů nezahrnují. Tento výklad má tedy zásadní dopad na výpočet nadměrných výpůjčních výdajů u mnoha společností.
3. Pravidel pro ovládané zahraniční společnosti (controlled foreign company rules)
  - Smyslem této úpravy je zabránit účelovému vyvádění majetku, který generuje pasivní příjmy, do zahraničních společností umístěných ve státech s nízkým nebo nulovým zdaněním. Tyto „prázdné schránky“ nevykonávají žádnou jinou hospodářskou činnost a slouží pouze k umístění těchto pasivních příjmů do konkrétní jurisdikce s výhodným zdaněním. V případě naplnění zákonných podmínek vztahu ovládané a ovládající společnosti proto český zákon o daních z příjmů hledí na činnost ovládané zahraniční společnosti a nakládání s jejím majetkem, jako by byly uskutečňovány ovládající společností na území České republiky. Tím je dosaženo toho, že vybrané příjmy budou i přes toto účelové nastavení nadále zdaňovány na území České republiky.[19]
4. Obecného pravidla proti zneužívání daňového režimu (general anti-abuse rule)
  - Podle tohoto pravidla se pro účely výpočtu daňové povinnosti neberou v úvahu operace, které nejsou skutečné, neboť hlavním důvodem nebo jedním z hlavních důvodů jejich uskutečnění bylo získání daňové výhody, která maří předmět nebo účel příslušného daňového práva. I přes veškerou snahu omezit možnosti agresivního daňového plánování lze očekávat, že společnosti budou i nadále nacházet cesty, jak budou přesouváním zisků umělými transakcemi bez ekonomické podstaty dosahovat nezamýšlené daňové výhody. Proto směrnice zavádí obecné pravidlo proti zneužívání, které dává správci daně možnost nevzít takové umělé transakce v úvahu.[18]
5. Zdanění při přemístění majetku bez změny vlastnictví/Zdanění při odchodu (Exit Tax)
  - Cílem opatření Exit Tax je zabránit tomu, aby byl z České republiky vyváděn majetek, který by byl následně prodán v zahraničí, aniž by Česká republika měla právo na zdanění takového příjmu. Ustanovení pro přemístění majetku bez změny vlastnictví tak přináší fikci prodeje majetku sobě samému za tržní cenu. Poplatník tedy v momentě přemístění předmětný majetek zdaní za stejných podmínek, jako by jej fakticky prodal třetí straně, čímž si český stát zajistí zdanění příjmu z prodeje přemísťovaného majetku.
  - Největší přínos vydané metodiky v této oblasti spatřujeme v tom, že potvrzuje postup při přeměnách a vkladech, který byl od počátku implementace předmětem častých diskusí. Pro aplikaci Exit Tax je dle GFŘ (Generální Finanční Ředitelství) podstatné, zda v rámci přeměny došlo ke změně vlastnictví, či nikoliv. Pokud v rámci přeměny nedojde ke změně vlastnictví přemísťovaného majetku, bude za splnění dalších podmínek taková transakce podléhat Exit Tax. V případě, že v rámci přeměny dojde ke změně vlastnictví, nebude Exit Tax na takovou transakci aplikována. Vklad do obchodní korporace se přitom vždy považuje za změnu vlastnictví, a proto Exit Tax obecně nepodléhá.[19]
6. Pravidel týkajících se hybridních konfliktů využívajících nesouladu mezi daňovými systémy.
  - Za hybridní nesoulad je obecně považována situace, kdy v důsledku odlišností právních řádů dvou a více jurisdikcí dojde k různému posouzení totožné právní skutečnosti (ať už entity, nebo finančního nástroje), které může vést k dvojímu odpočtu nákladů anebo k odpočtu nákladu v jednom státě, aniž by v druhém státě došlo ke zdanění odpovídajícího příjmu. Metodika doplňuje podrobnější popis k základním pojmům, jako je například „rozdílná právní kvalifikace“, a uvádí základní příklady hybridních nesouladů.[19]
  - Pozdější novela zavedla pravidla pro řešení hybridních nesouladů s daňovými systémy třetích zemí.[17]